# Tempietto di San Pietro in Montorio

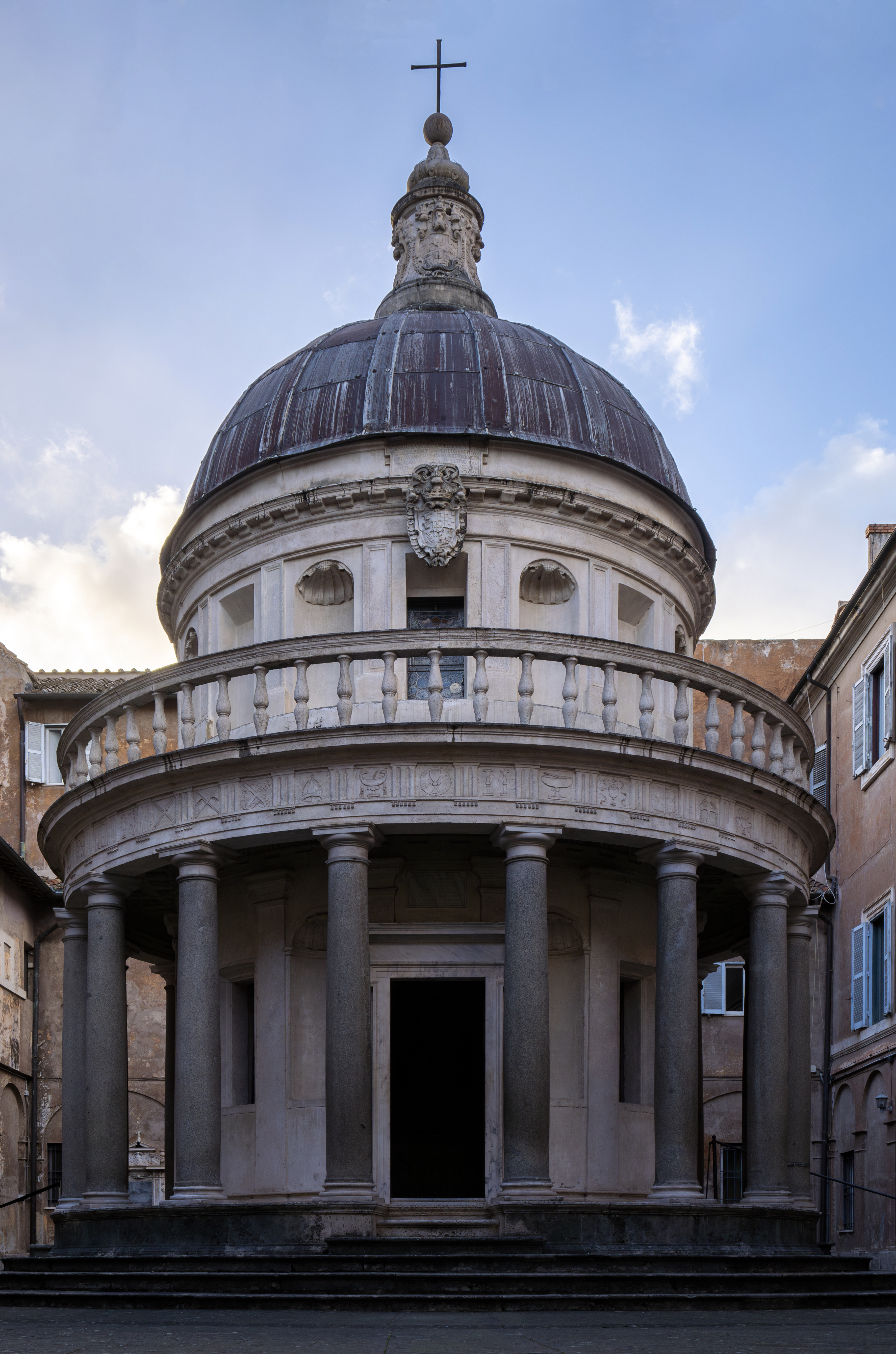
Tempietto del Bramante a S. Pietro in Montorio

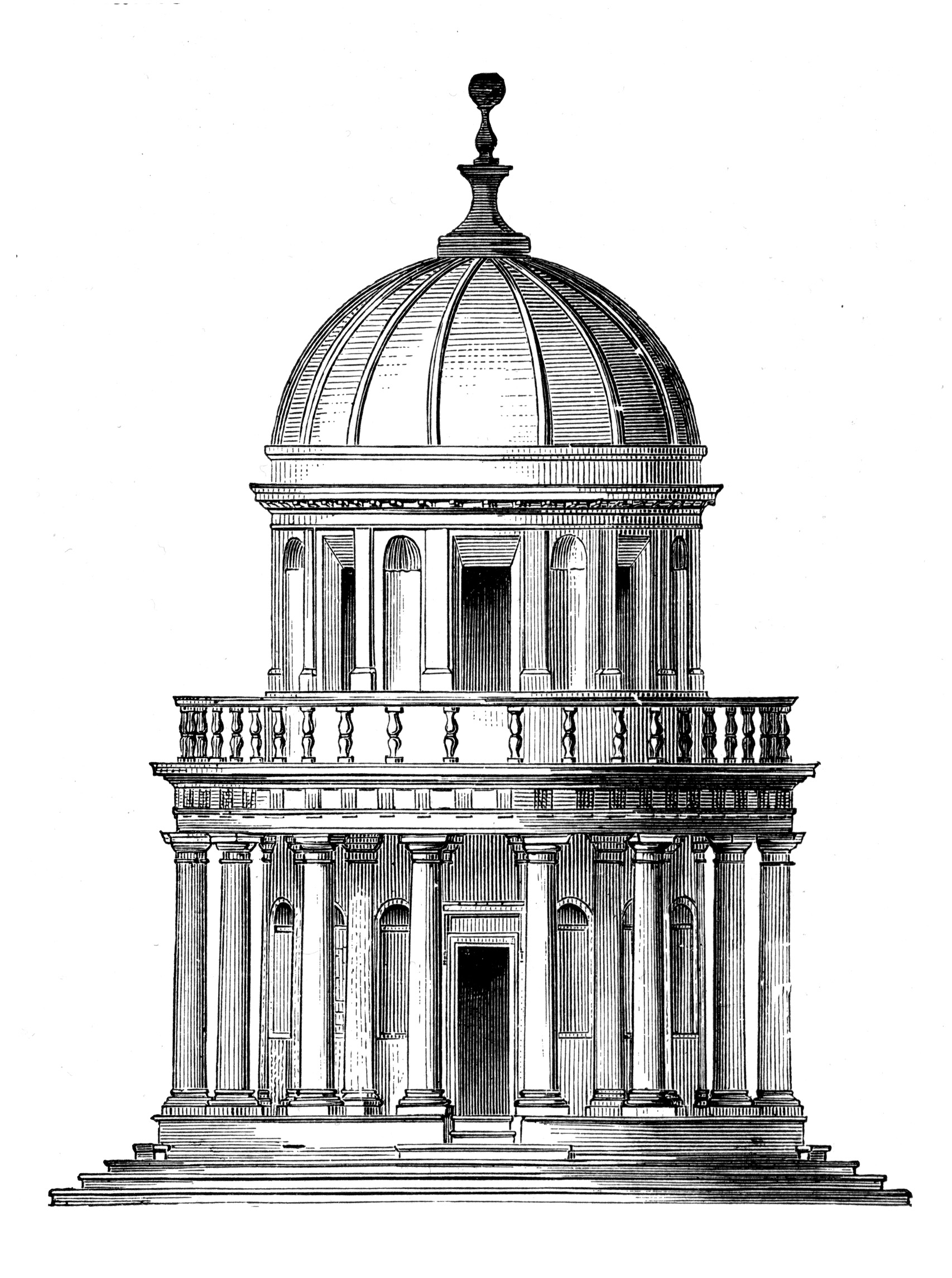
Il tempietto in un'illustrazione del primo novecento

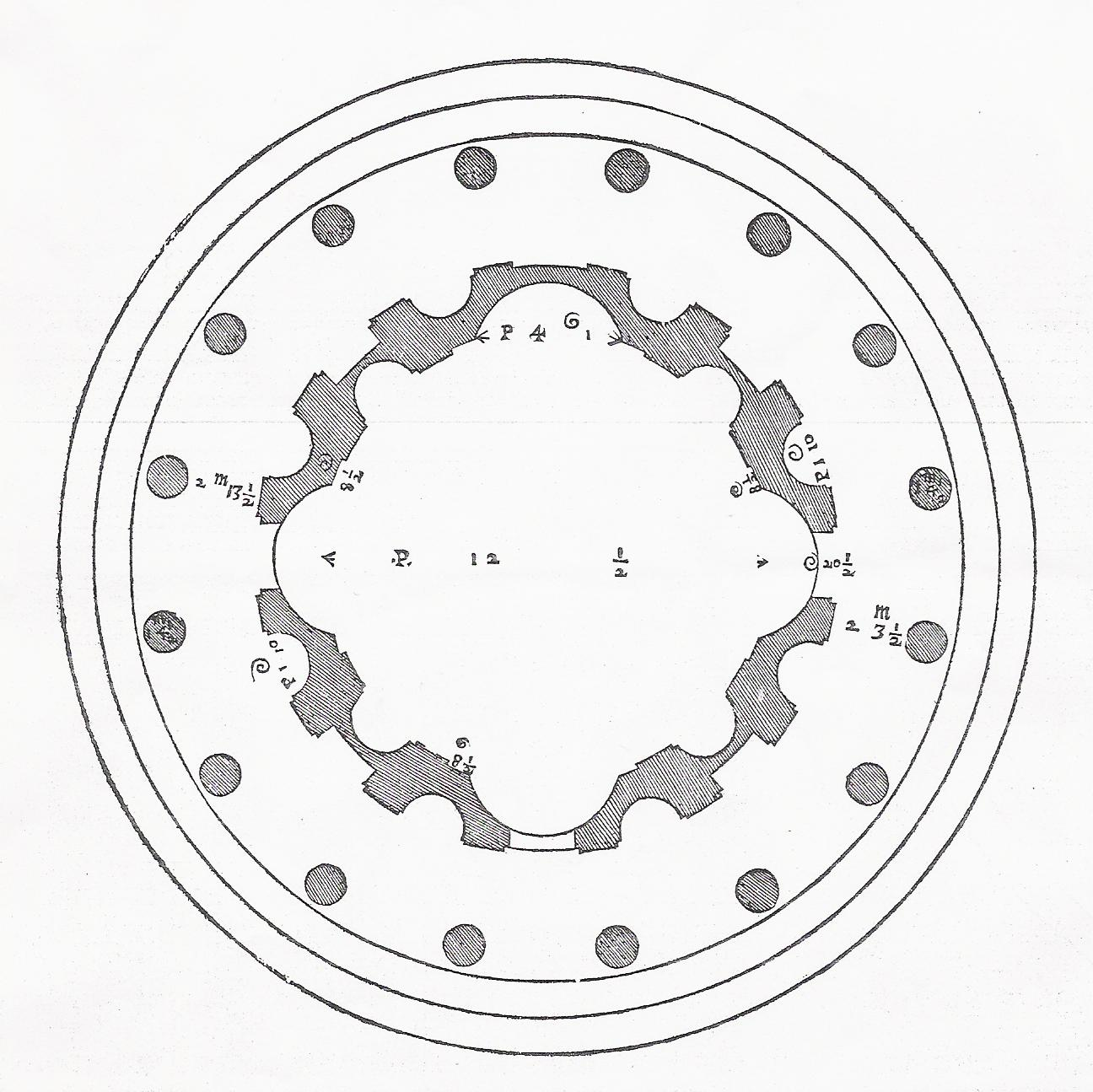
La pianta in un'incisione di Palladio

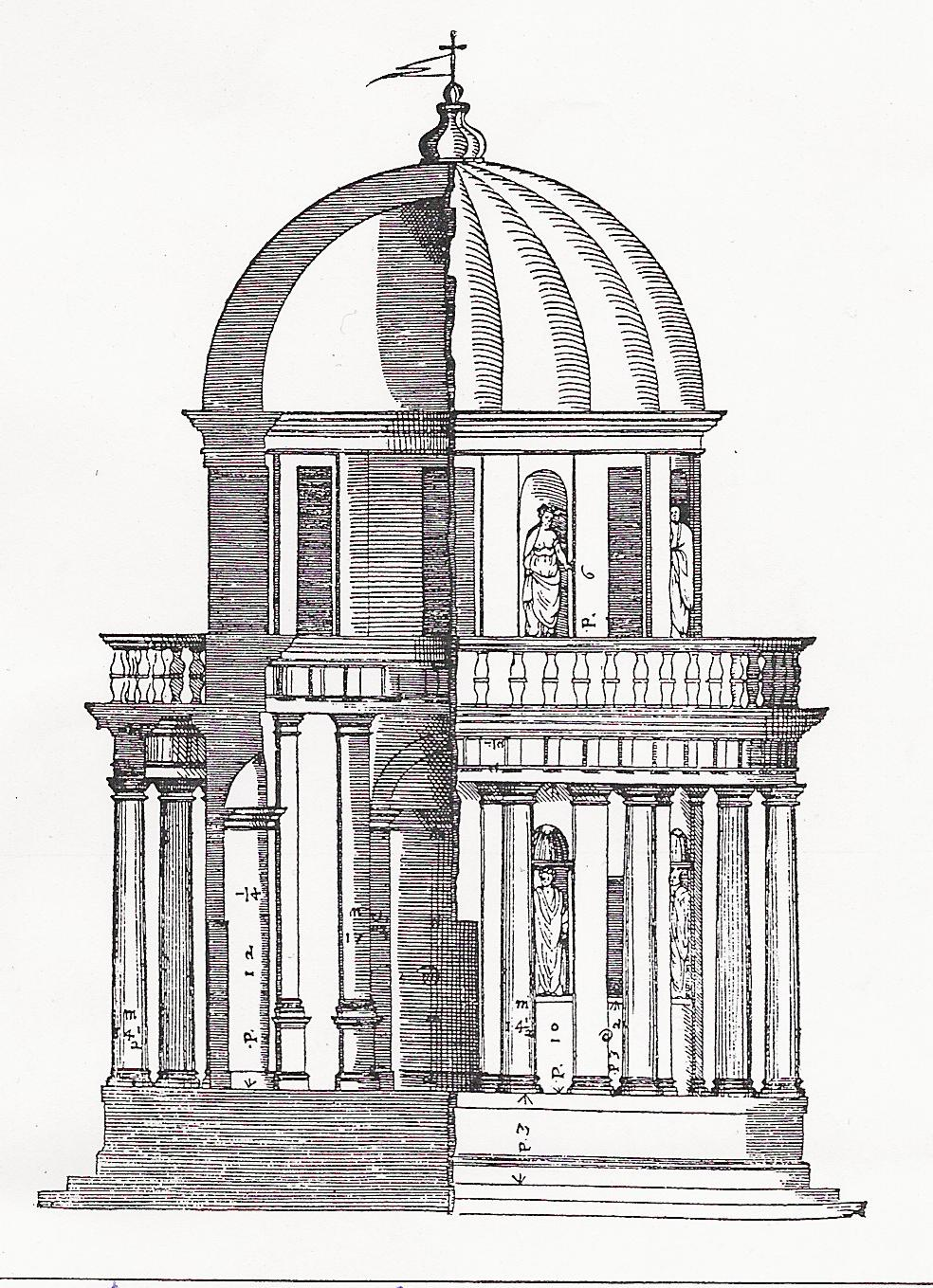
Sezione del Tempietto tratta da i Quattro Libri dell'Architettura di Palladio (1570)

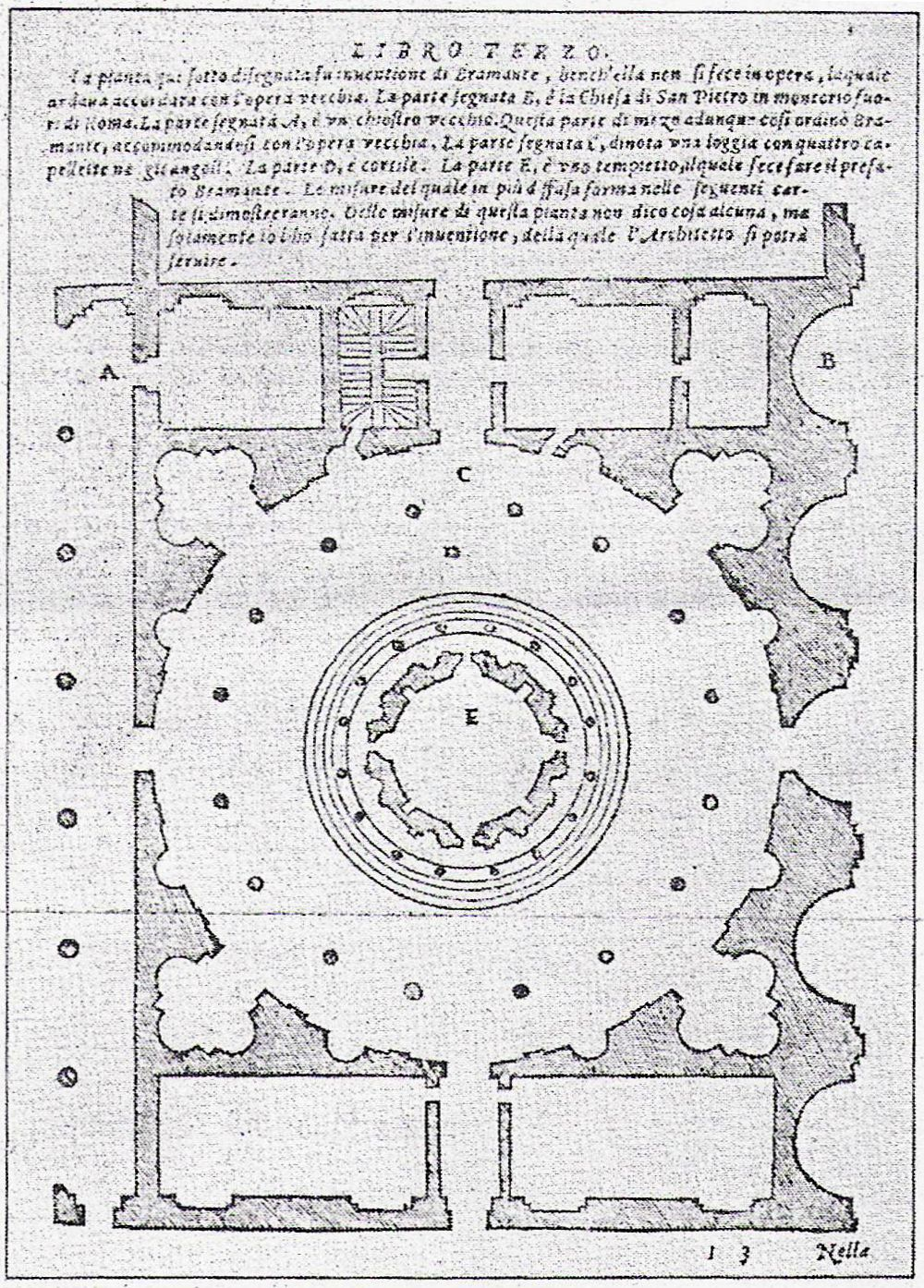
Il progetto complessivo visto da Serlio

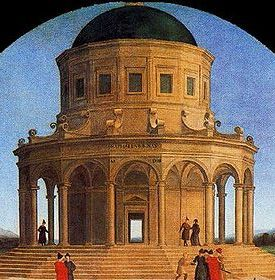
Particolare dello Sposalizio della vergine di Raffaello, 1504

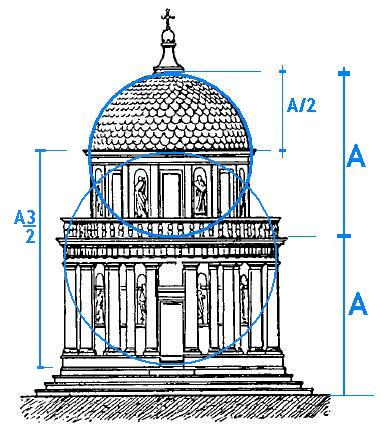
I rapporti geometrici del Tempietto

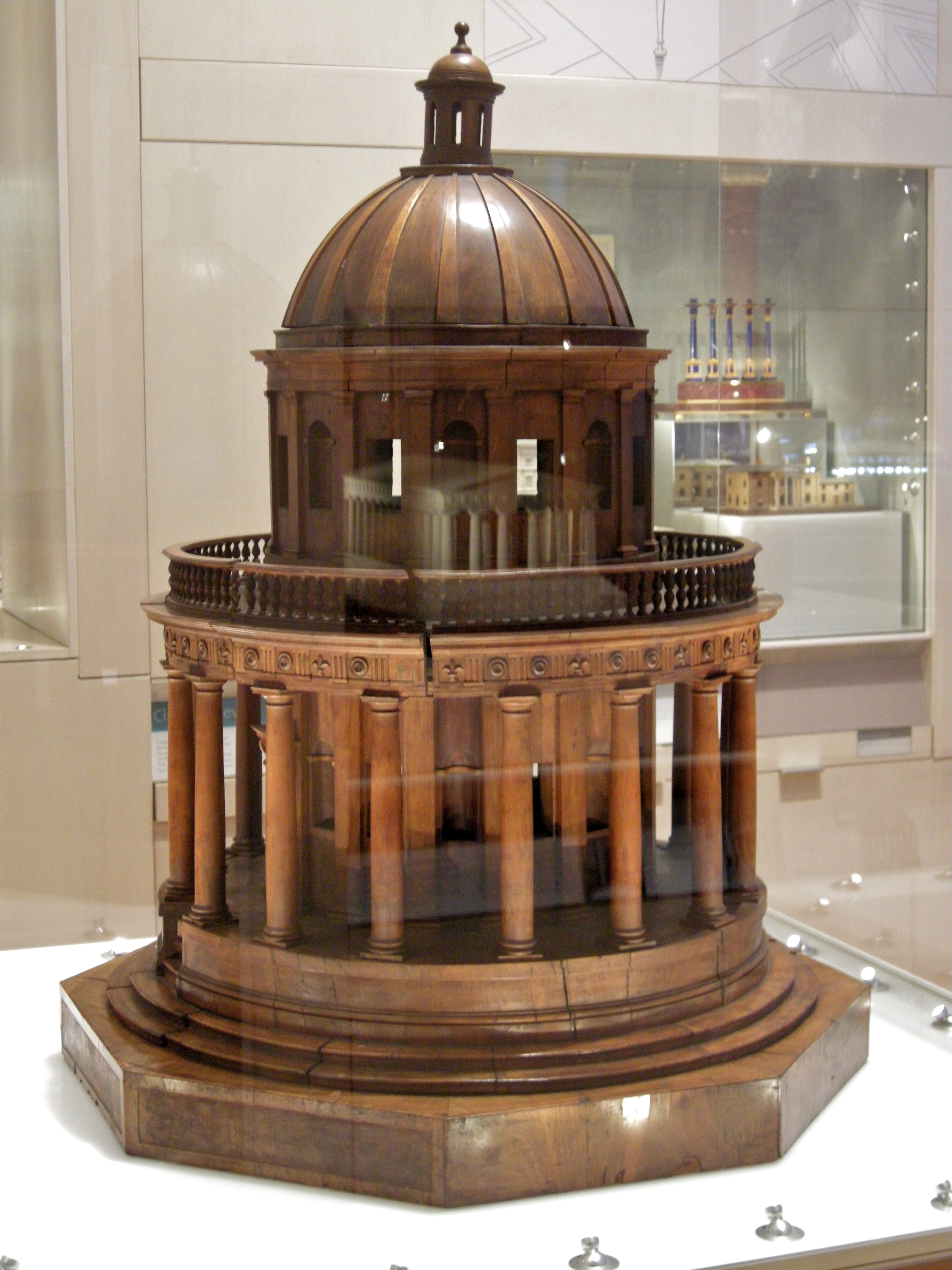
Modello in legno del tempietto al Victoria and Albert Museum

Il tempietto di San Pietro in Montorio, detto anche Tempietto del Bramante, è una piccola costruzione a pianta circolare posta al centro di uno dei cortili del convento di San Pietro in Montorio a Roma, sul colle Gianicolo; è situato in piazza di San Pietro in Montorio, 2.
Viene considerato uno degli esempi più significativi d'architettura rinascimentale, di cui esemplifica alcuni dei temi fondamentali, come la pianta centrale, la ripresa dell'architettura romana antica e la ricerca proporzionale e geometrica nel rapporto tra le parti.

## Storia
La costruzione fu commissionata al Bramante dai re cattolici di Spagna Isabella I di Castiglia e Ferdinando II d'Aragona, come scioglimento di un voto. In seguito nel complesso conventuale fu presente una congregazione spagnola ed ancora oggi una parte degli edifici circostanti il tempietto sono sede dell'Accademia di Spagna. Forse fu progettato nel 1502, ma sugli anni di progetto e di costruzione esistono alcuni dubbi in quanto alcuni, in assenza di documentazione, propongono di posticipare la datazione intorno al 1510, facendola risultare così contemporanea ai progetti maggiori di Bramante.
Il piccolo edificio doveva celebrare il martirio di san Pietro che secondo una tradizione piuttosto tarda era avvenuto proprio sul Gianicolo.
Fin dall'epoca della costruzione l'opera ebbe grande fortuna critica: Serlio e Palladio la reputarono degna di figurare accanto alle opere degli antichi ed influì direttamente o indirettamente su molte opere architettoniche successive; Vasari la raffigura in un affresco nella Sala Regia.
Nel XVII secolo la costruzione subì alcune modifiche, che compresero il leggero rialzamento della cupola, la modifica alla lanterna e la realizzazione di scale per l'accesso alla cripta. Nel 2006 è stato realizzato per la prima volta un intervento di Arte pubblica  da Elastic Group of Artistic Research operando un intervento di rinascimento digitale.

## Descrizione
Il tempietto, monoptero e periptero, ha un corpo cilindrico, che costituisce la cella del tempio, la cui muratura è scavata da nicchie insolitamente profonde, decorate con conchiglie, e scandita da paraste come proiezione geometrica delle colonne del peristilio. La costruzione è infatti circondata da un colonnato tuscanico sopraelevato su gradini; sulle 16 colonne corre una trabeazione conforme alle indicazioni che Vitruvio ha dato per l'ordine dorico, con un fregio decorato con triglifi e metope.
Le colonne sono di granito grigio; le altre membrature di travertino.
Il soffitto dell'ambulacro è decorato a cassettoni.
L'interno della cella ha un diametro di circa 4,5 m; più un "naos" che uno spazio dedicato alle funzioni liturgiche; un luogo puramente simbolico e commemorativo. La forma cilindrica è in qualche modo trasformata da alte e profonde nicchie, quattro delle quali ospitano piccole statue degli evangelisti. Sull'altare è collocata una statua di San Pietro di anonimo lombardo.
Il pavimento è a tessere marmoree policrome, nello stile cosmatesco, oggetto di una particolare rinascita a fine XV secolo.
Lo spazio è coperto con una cupola, progettata in conglomerato cementizio (alla maniera degli antichi) e posta su un tamburo ornato da lesene che continuano quelle del registro inferiore, ma sono prive degli attributi dell'ordine architettonico. Il rivestimento in piombo, probabilmente presente fin dalla costruzione, è stato ripristinato nel XX secolo, in quanto nell'Ottocento era stato sostituito da tegole laterizie.
Secondo i progetti iniziali, il tempietto avrebbe dovuto inserirsi al centro di un cortile circolare non realizzato (l'attuale è di forma quadrangolare), così da evidenziare la perfetta simmetria dell'impianto e sottolineare la centralità del tempio la cui struttura si irradiava nel cortile, proiettando le 16 colonne in altre 16 a formare un portico circolare, come possiamo vedere in una ricostruzione del Serlio. 
Tale progetto originario avrebbe consentito la vista del tempietto solo da posizione abbastanza ravvicinata dando al piccolo edificio un aspetto molto più imponente e massiccio, secondo una precisa ricerca prospettica.
La costruzione è soprastante una cripta circolare, probabilmente resto di un edificio preesistente, il cui centro indica il luogo dove sarebbe stata piantata la croce del martirio, divenuto asse ideale di tutta la costruzione. Tale cripta era forse ritenuta ai tempi di Bramante i resti del Tropeion Petri, il piccolo sacello o monumento a cui, secondo le testimonianze del II secolo e della tradizione, era stata affidata la memoria della sepoltura di San Pietro o del martirio.
Alla cripta si accede con scale esterne realizzate nel XVII secolo; originariamente esisteva solo una piccola scala posta dietro l'altare.

## La ripresa dell'antico
Il piccolo edificio è consapevolmente modellato sul tempio periptero circolare, un tipo descritto da Vitruvio e utilizzato dall'architettura romana antica e di cui erano visibili e abbastanza integri alcuni esempi come il Tempio di Vesta di Tivoli, il Tempio di Vesta nel Foro ed il Tempio di Ercole Vincitore (all'epoca anch'esso creduto un tempio dedicato a Vesta) a Roma.
Tuttavia tali esempi che Bramante ebbe certamente modo di vedere, non spiegano la morfologia del tempietto, tranne che per il peristilio. Il riferimento alla classicità risulta maggiormente esauriente se ci riferisce alla descrizione del tempio periptero circolare fatta da Vitruvio che nella concisa descrizione utilizza il termine "thòlos" che prima Francesco di Giorgio Martini e poi Bramante intesero come cupola creando di fatto una tipologia nuova.
Visto lo scopo del tempietto, tale riferimento forse serviva a classicizzare l'esempio paleocristiano delle piccole costruzioni circolari destinate generalmente come martyria. Si possono in questo senso ricordare il mausoleo di Santa Costanza e il Santo Stefano Rotondo.

## La pianta centrale
Un altro riferimento di Bramante fu la ben più grande mole del Pantheon, a pianta circolare. In effetti la costruzione del tempietto si pone al centro della ricerca che coinvolse tutti gli architetti del Rinascimento relativa alla pianta centrale come modello per rappresentare la realtà divina ed il cosmo; questo in modo particolare per la forma circolare, espressione concettuale e visiva della "figura del mondo". 
Nel caso del tempietto la circolarità è esasperata nella concezione del progetto complessivo originario che si risolve in una serie di cerchi concentrici a partire dalla pavimentazione interna, fino al portico del cortile non realizzato.
Tali fermenti culturali, a cui non era estraneo il neoplatonismo, portarono a concepire a pianta centrale il più grande tempio della cristianità, la basilica di San Pietro in Vaticano, nel cui progetto Bramante potrebbe aver ripreso alcuni elementi dal tempietto ed in particolare la cupola. Questo passaggio tra il molto piccolo del tempietto ed il colossale del Pantheon e di San Pietro, rivela il carattere concettuale del piccolo sacello, i cui caratteri architettonici sembrano peraltro motivate da precisi valori simbolici legati alla figura del santo.
La sperimentale realizzazione di Bramante trova un parallelo anche in alcune opere pittoriche, tra cui il contemporaneo dipinto di Raffaello, Lo sposalizio della Vergine, a riprova dell'importanza del tema del tempio circolare nella cultura del primo Cinquecento.

## La simbologia
A parte la genesi e le implicazioni culturali complessive della concezione architettonica, nel piccolo edificio sono state individuate varie simbologie:
- l'uso dell'ordine dorico-tuscanico, visto Vitruvio, identifica San Pietro come figura "eroica";
- la cripta, il sacello e la cupola potrebbero rappresentare nell'ordine: la Chiesa originaria delle catacombe, la Chiesa contemporanea militante e la Chiesa trionfante nella gloria del cielo;
- sul perimetro del tempietto vi sono 16 colonne: il numero 16 è considerato perfetto da Vitruvio in quanto 16 = 10 + 6 ed entrambi i numeri sono perfetti secondo i pitagorici.
- le 3 api presenti all’interno della chiesa sono state inserite per omaggiare la famiglia dei Barberini

## Geometria e proporzioni
La costruzione è concepita mediante rapporti geometrici semplici:
- l'altezza (compreso architrave, fregio e cornice) è uguale alla distanza da questa alla sommità della cupola;
- la cupola dell'edificio ha un raggio pari alla sua altezza, e all'altezza del tamburo su cui si appoggia; in questo ha un chiaro rapporto con il Pantheon (nel quale la cupola, anch'essa una semisfera, è alta la metà esatta dell'edificio completo);
- il diametro della circonferenza esterna delle colonne è pari a 3/2 del diametro della cupola.

## Galleria d'immagini

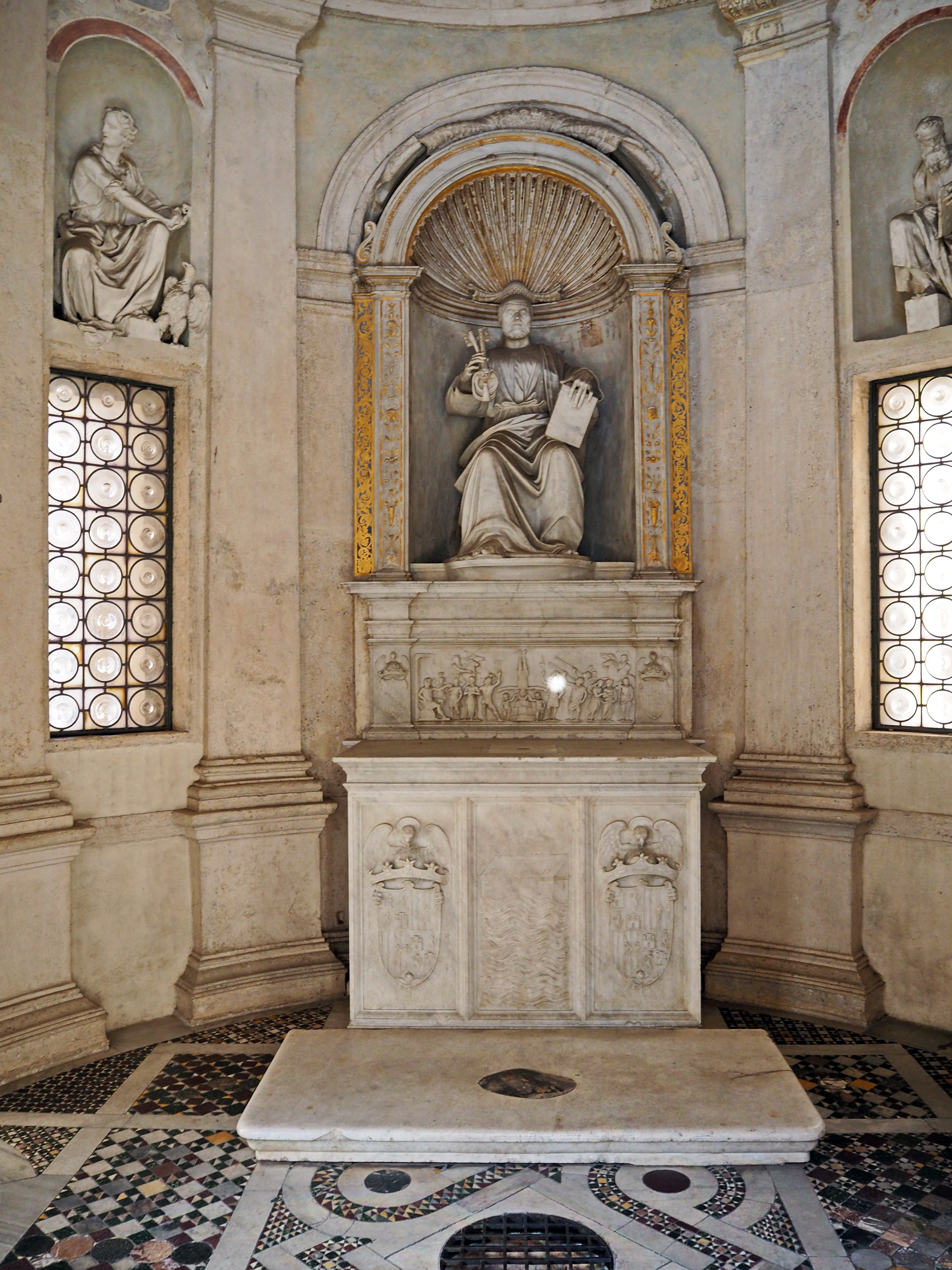
Interno
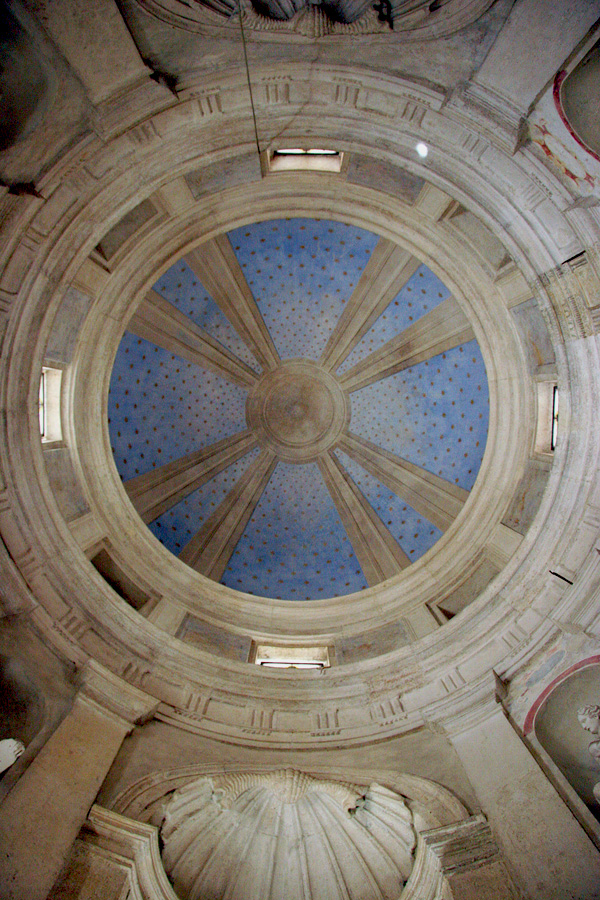
Interno della cupola
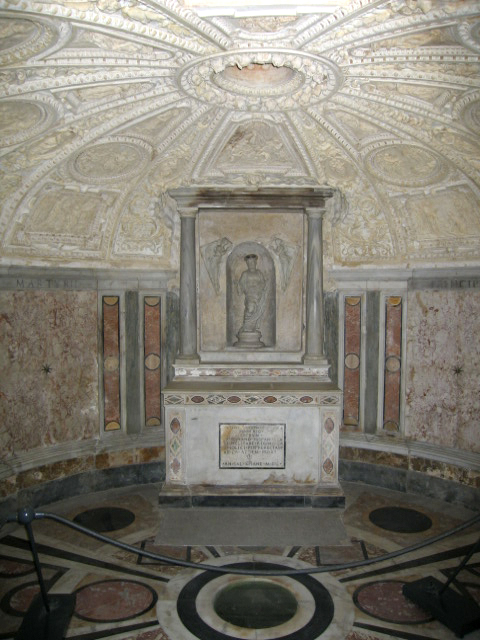
L'interno della cripta
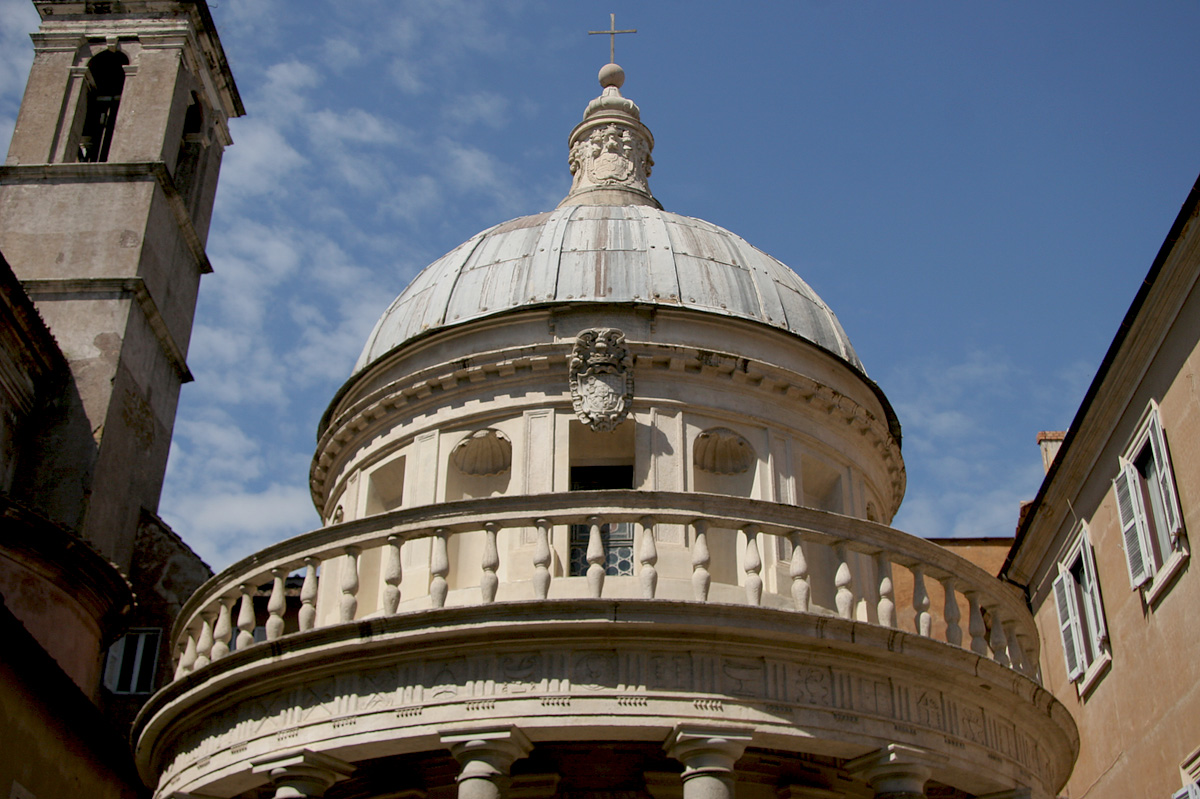
Particolare